# Kincses (Maros megye)
Kincses (románul: Chinciuș) falu Maros megyében, Erdélyben.

## Fekvése
Dicsőszentmártontól légvonalban 9 km-re északnyugatra fekvő település. Legkönnyebben déli irányból, Magyarkirályfalva felől közelthető meg, de csak földúton.

## Leírása
Közigazgatásilag Ádámos községhez tartozik. Nevét 1424-ben említették először.
1910-ben 613, 1992-ben pedig 40 román lakosa volt. 1919-ig Kis-Küküllő vármegyéhez tartozott.

## Nevezetességek
- Régi fatemploma.